# フォンテーヌブローの勅令
フォンテーヌブローの勅令（フォンテーヌブローのちょくれい、フランス語: Édit de Fontainebleau）は、1685年10月18日にフランス国王ルイ14世により署名された、ナントの勅令を破棄する法令である。

## 概要
直接のきっかけは大トルコ戦争のため、1684年に神聖ローマ帝国とレーゲンスブルクで12年間の休戦を妥決したことである。
予め竜騎兵によりユグノーは拷問にかけられ、カトリックへ改宗させられた（竜騎兵の迫害）。ジャン・アンリ・ユグタン（Jean Henri Huguetan）のように、アムステルダムへ逃れた多くの中産ユグノーが出版・金融業で栄えた。
ユグノー系の銀行家には国内にとどまったものもあり、1694年と1709年の大飢饉に遭遇したルイ14世は彼らを頼った。彼らの家族は先のアムステルダムだけでなく、ロンドン・ハンブルク・ダンチヒに亡命していたので、そこから原資を募ることができた。
この勅令はルイ16世時代の1787年11月7日になって、ヴェルサイユ勅令の署名により破棄された。

## 内容

### 序文
破棄の勅令の序文において、ナントの勅令は次のように記載されている。
| 「 | 偉大なる王アンリ、輝かしい名声をもつ我々の祖は、国内外の戦争による多くの損失を経てその臣下にもたらした平和がRPRによって乱されることを防ぐために、歴代の王の支配を継承するにあたり、1598年4月にナントにおいて発せられた勅令により、前述の宗派に属する人民へ配慮を与え、彼の人々が礼拝を行うことができる場を決定し、彼らのための特別法廷を設け、王国の安寧を維持するために、また異なる宗派に属する人々の間の対立を減少させるために必要と判断されればいかなる特別法令でも与え、いとも容易に遠ざかりがちな人々を〔カトリック〕教会へ統一せんがための努力を惜しまなかった。 | 」 |

### 内容
主要な条文の内容は以下のとおりである。

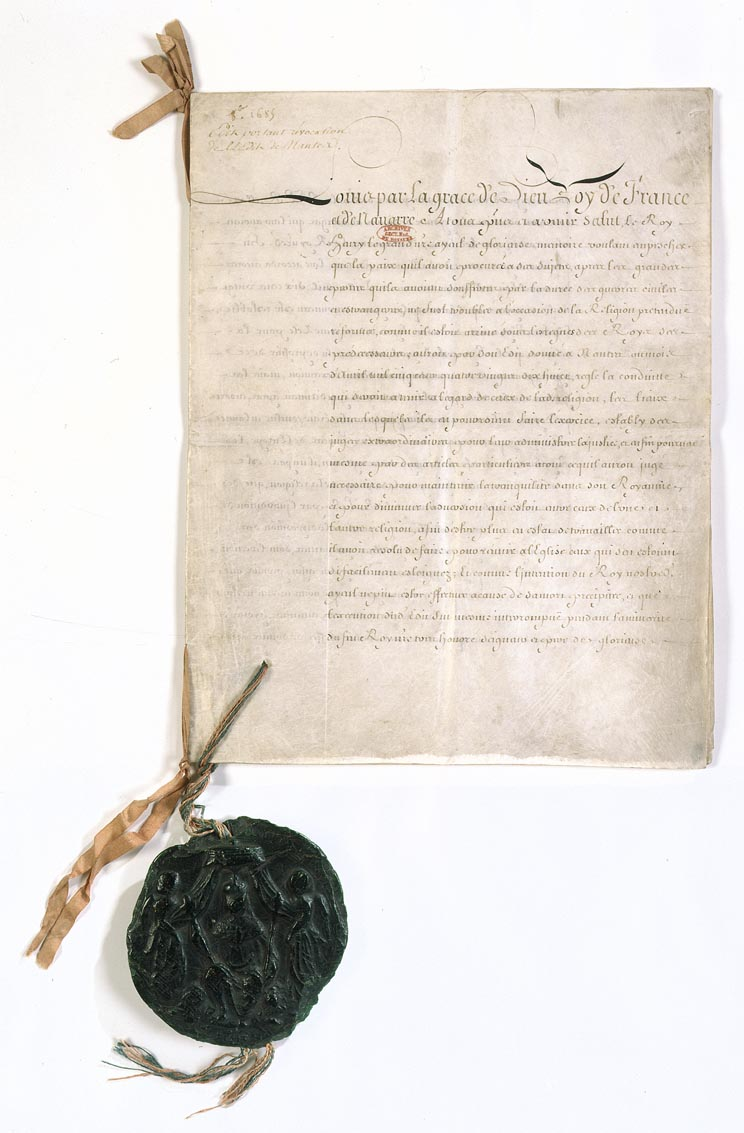
フォンテーヌブローの勅令

- 第1条 ナントの勅令および議会により承認を受けた際の修正条項を破棄する。あらゆる（新教）教会の解体を命ずる。
- 第3条 改革派の礼拝と新教徒未成年者向け学校教育を禁止する。
- 第4条・第5条 牧師には改宗か国外追放の選択肢を与える。
- 第10条 改宗していないプロテスタントに対しては国外脱出を禁じ、違反すれば男性の場合は漕役刑、女性の場合は全財産没収の上禁固刑に処する。ただし、すでに他国に移住したプロテスタントについては、王国への帰還、および職業と財産の復帰を認める。
- 第12条は勅令の最後の条だが、次のように両義的な内容となっている。| 「 | これに加えて、前述のRPRの人々に対しては、神が他の人々同様に彼らも照らすことを望まれることに鑑みて、我々の王国内および我々の支配下にある地にとどまり、商業を続け、RPRであることを理由に妨害や干渉されることなく利益を享受し続けられることを認めるが、これは、前述のとおり、信仰の実践を一切行わず、前述の宗派の礼拝や祭礼のための集会をいかなる形式においても行わない限りにおいてであり、違反の場合は（中略）全財産没収とする。 | 」 |

## 影響
多くの新教徒がフランスを脱出して国外へ移住した。ブランデンブルク選帝侯国（後のプロイセン王国）へは数万人が移住し、「ポツダム勅令」で保護された。18世紀初頭にはベルリンの人口のうち3分の1はフランス人だったとはよく言われることである。彼らは農業と工業の両面で技術革新をもたらした。養蚕の成功は特筆される。同胞がオランダにもいて、近現代にドイツ経済はオランダのそれと密接に関係した。現代ドイツ史にはユグノーの末裔をたくさん挙げることができる。フランスにとっては勤勉な新教徒が失われたことによる経済的損失は大きかった。また、ユグノーが多かったフランスの時計師たちの多くがスイスへ移住したことで、フランス時計産業が衰退してスイス時計産業が発展する契機となった。